# بول أشلايتنر
بول أشلايتنر (مواليد 28 سبتمبر 1956، لينز ) (بالإنجليزية: Paul Achleitner) هو رجل أعمال نمساوي شغل منصب رئيس مجلس الإشراف على دويتشه بنك منذ 31 مايو 2012.  درس إدارة الأعمال والاقتصاد والقانون والعلوم الاجتماعية في جامعة سانت غالن. كما كان زميلًا زائرًا في كلية هارفارد للأعمال من عام 1982 إلى عام 1984.

## روابط خارجية
السيرة الذاتية